# Urticina
Urticina is een geslacht van zeeanemonen uit de familie van de Actiniidae.

## Soorten
- Urticina asiatica (Averincev, 1967)
- Urticina clandestina Sanamyan N., Sanamyan K. & McDaniel, 2013
- Urticina coccinea (Verrill, 1866)
- Urticina columbiana Verrill, 1922
- Urticina coriacea (Cuvier, 1798)
- Urticina crassicornis (Müller, 1776)
- Urticina eques (Gosse, 1858) = Diepwaterdahlia
- Urticina felina (Linnaeus, 1761) = Zeedahlia
- Urticina grebelnyi Sanamyan & Sanamyan, 2006
- Urticina macloviana (Lesson, 1830)
- Urticina mcpeaki Hauswaldt & Pearson, 1999
- Urticina piscivora (Sebens & Laakso, 1978)
- Urticina timuri Sanamyan & Sanamyan, 2020
- Urticina tuberculata (Cocks, 1851)